# Teatr im. Juliusza Słowackiego w Krakowie

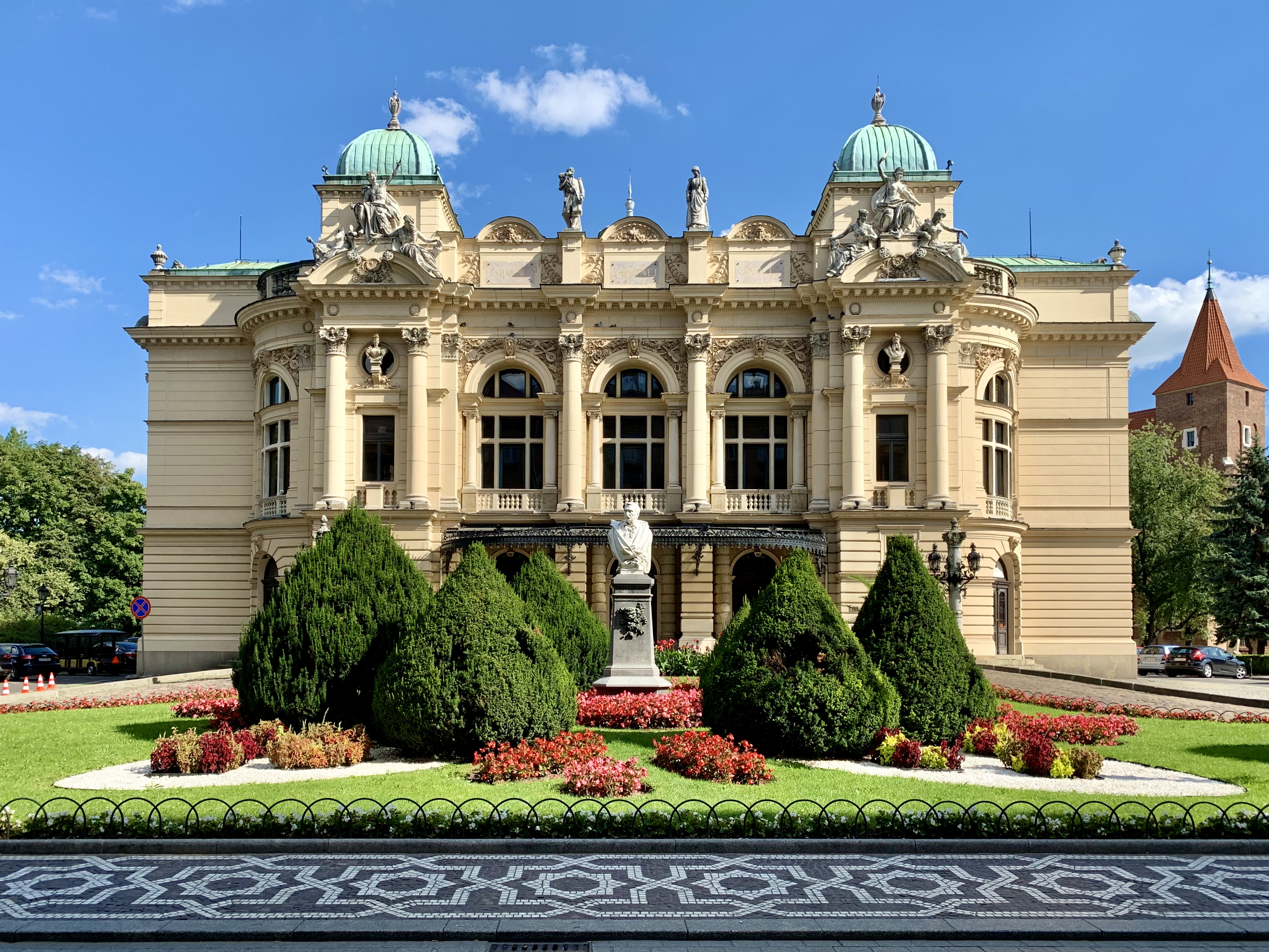
Teatr Słowackiego od frontu

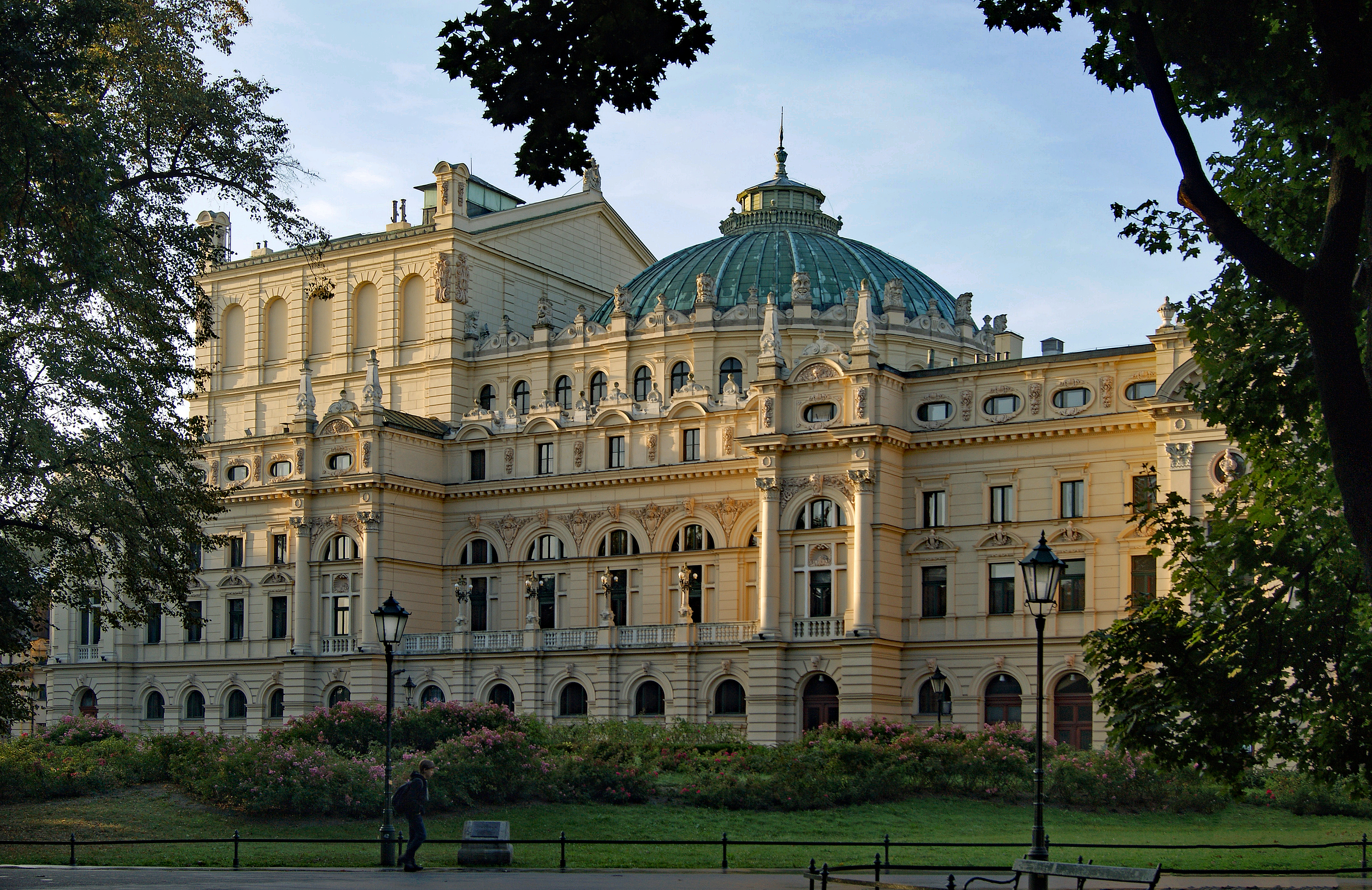
Teatr Słowackiego od strony Plant

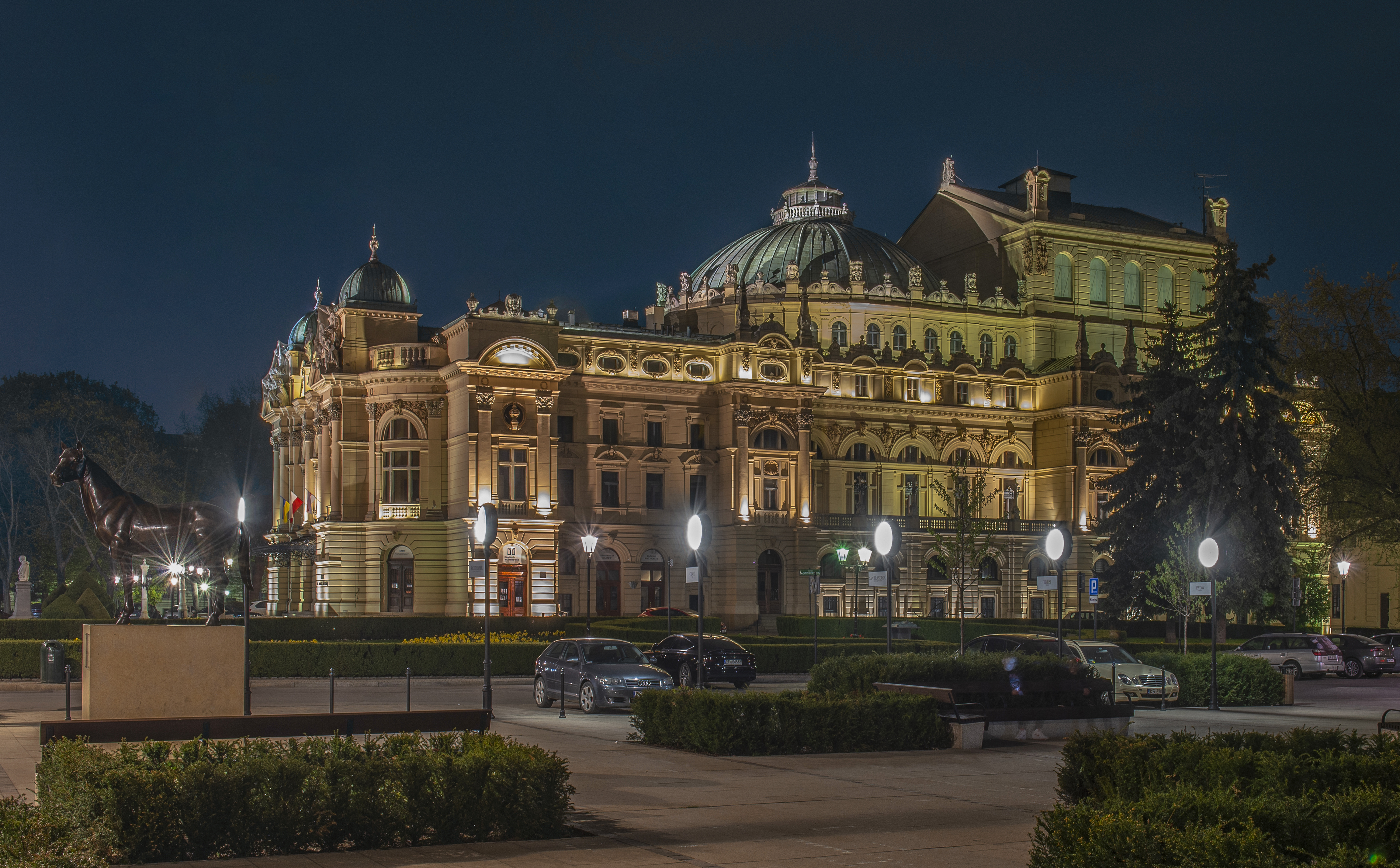
Teatr Słowackiego nocą

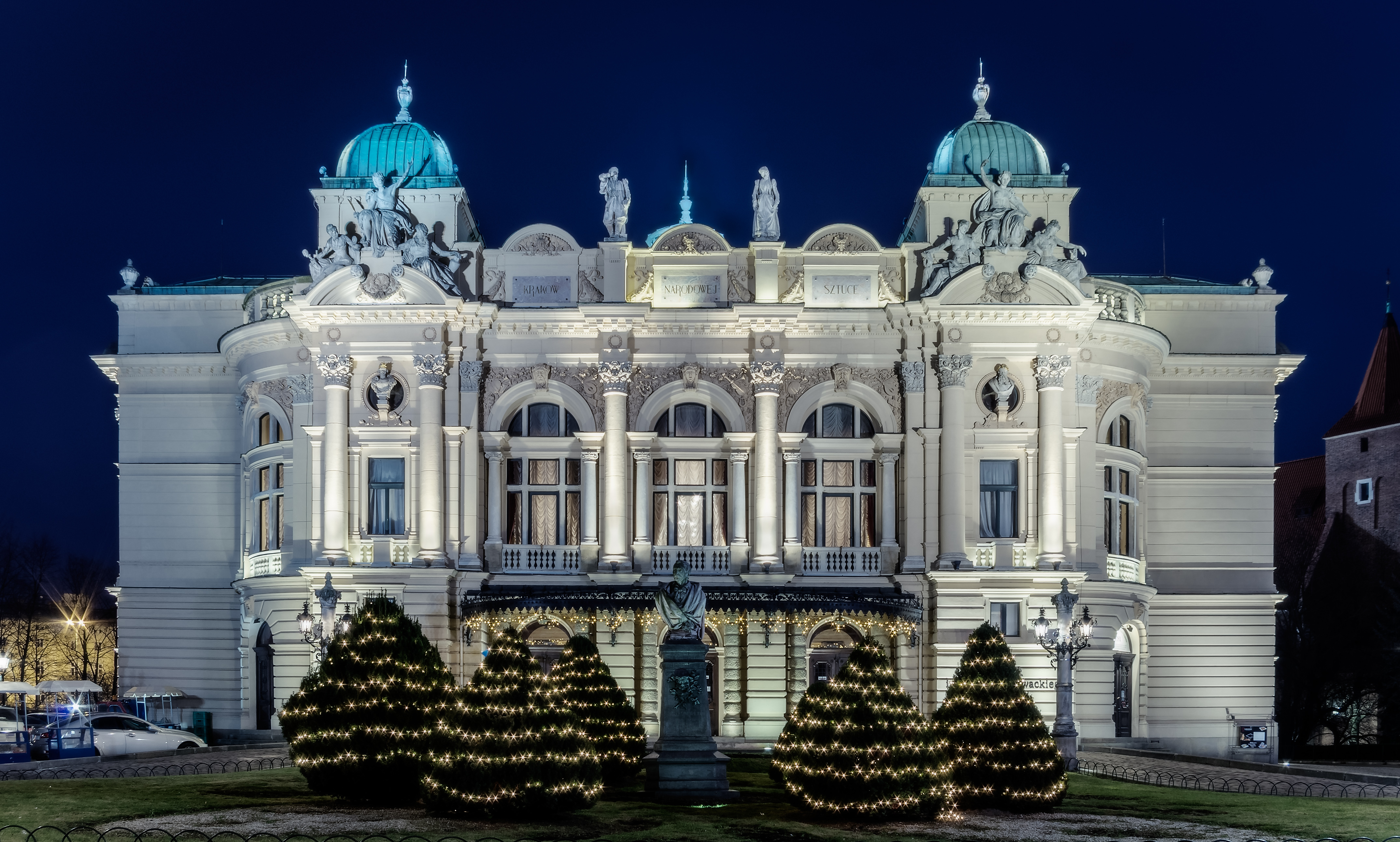
Teatr Słowackiego – nocna iluminacja świąteczna

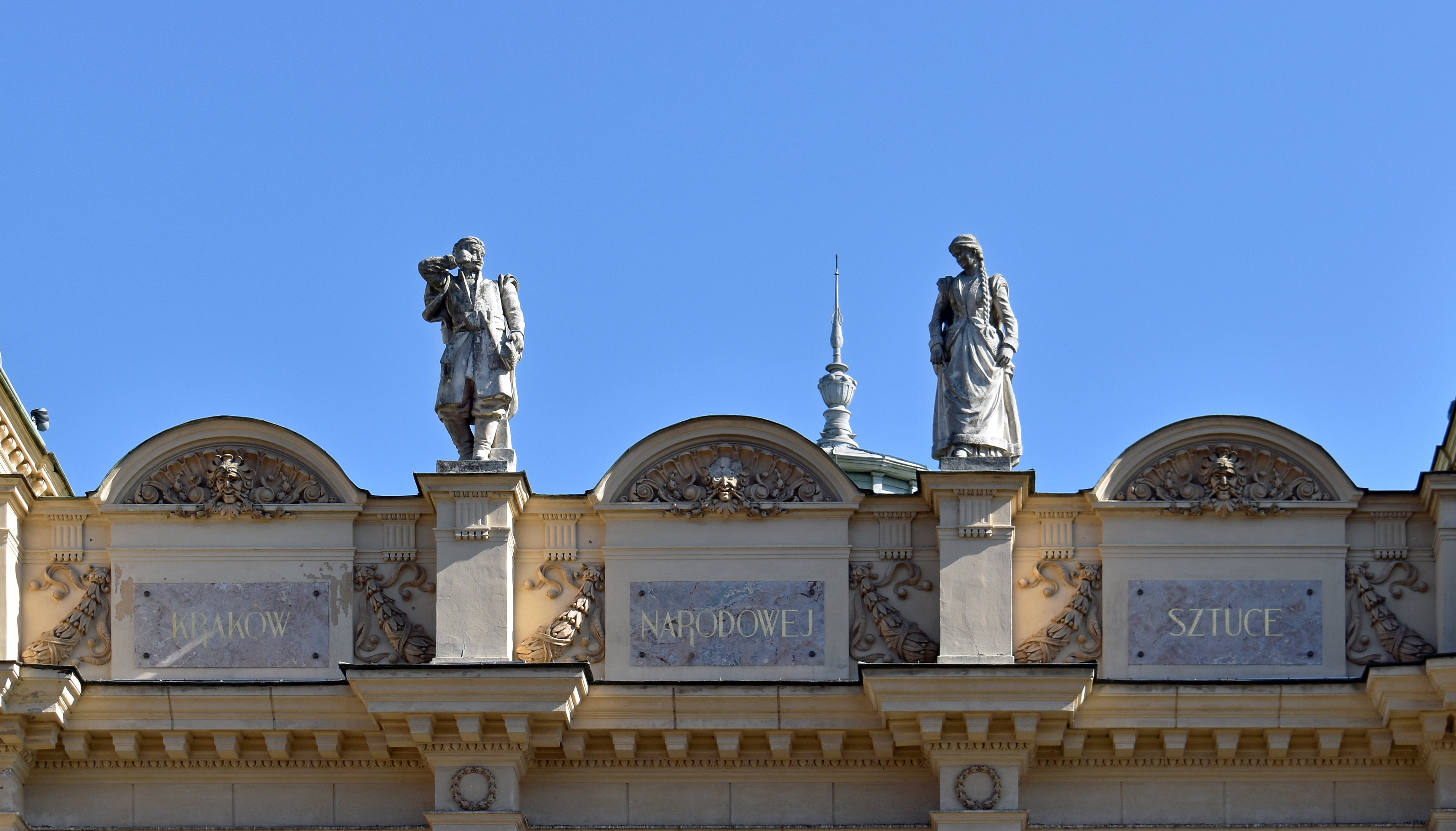
„Poloneza czas zacząć” albo „Tadeusz i Zosia” rzeźby Michała Korpala na szczycie fasady

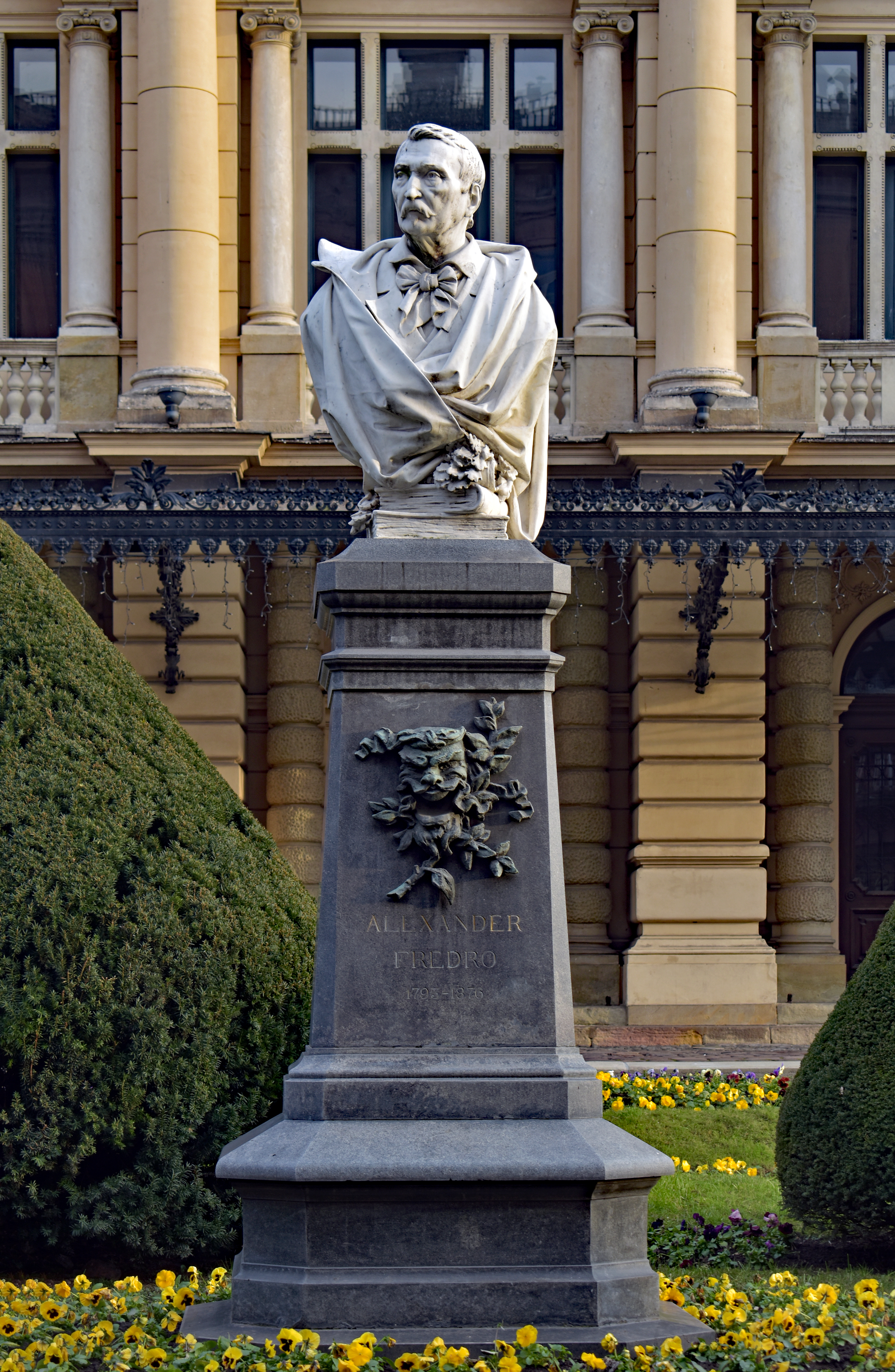
Pomnik Aleksandra Fredry przed budynkiem teatru

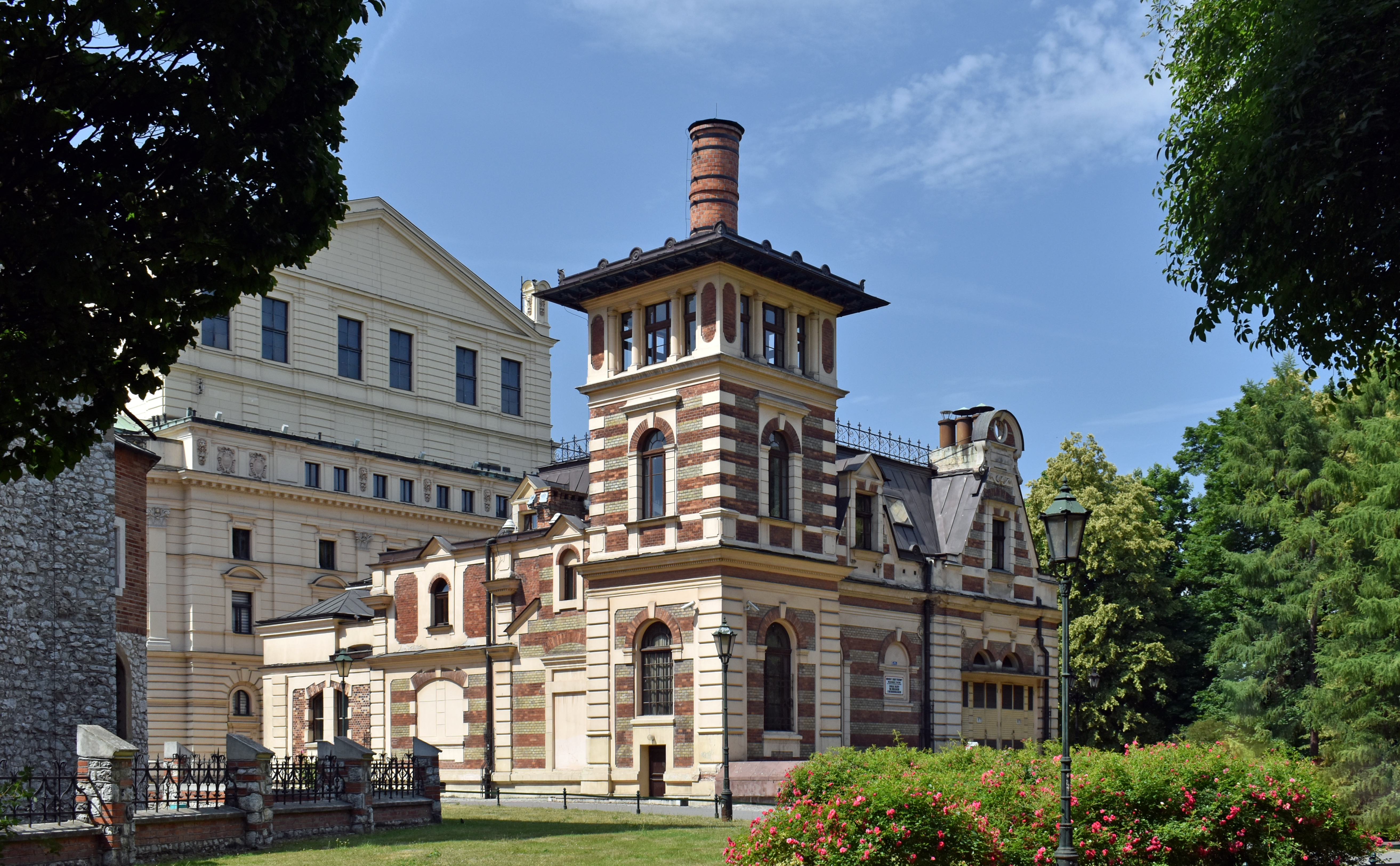
Budynek dawnej elektrowni teatralnej, od 1976 – Scena Miniatura

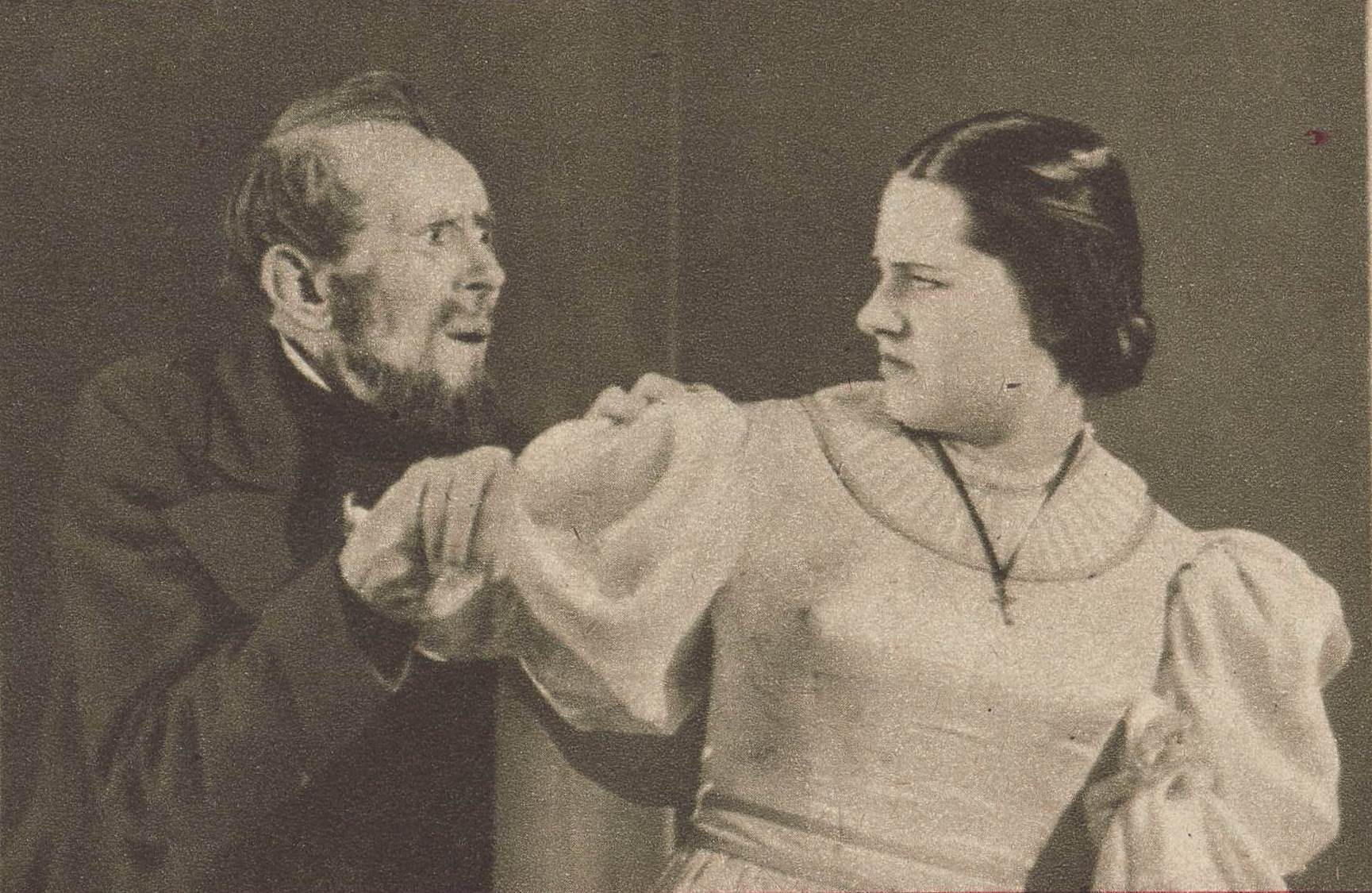
Ludwik Solski i Kazimiera Szyszko-Bohusz (jako Rózia) w sztuce „Dożywocie”. Teatr im. Juliusza Słowackiego w Krakowie, reżyseria Zygmunt Nowakowski

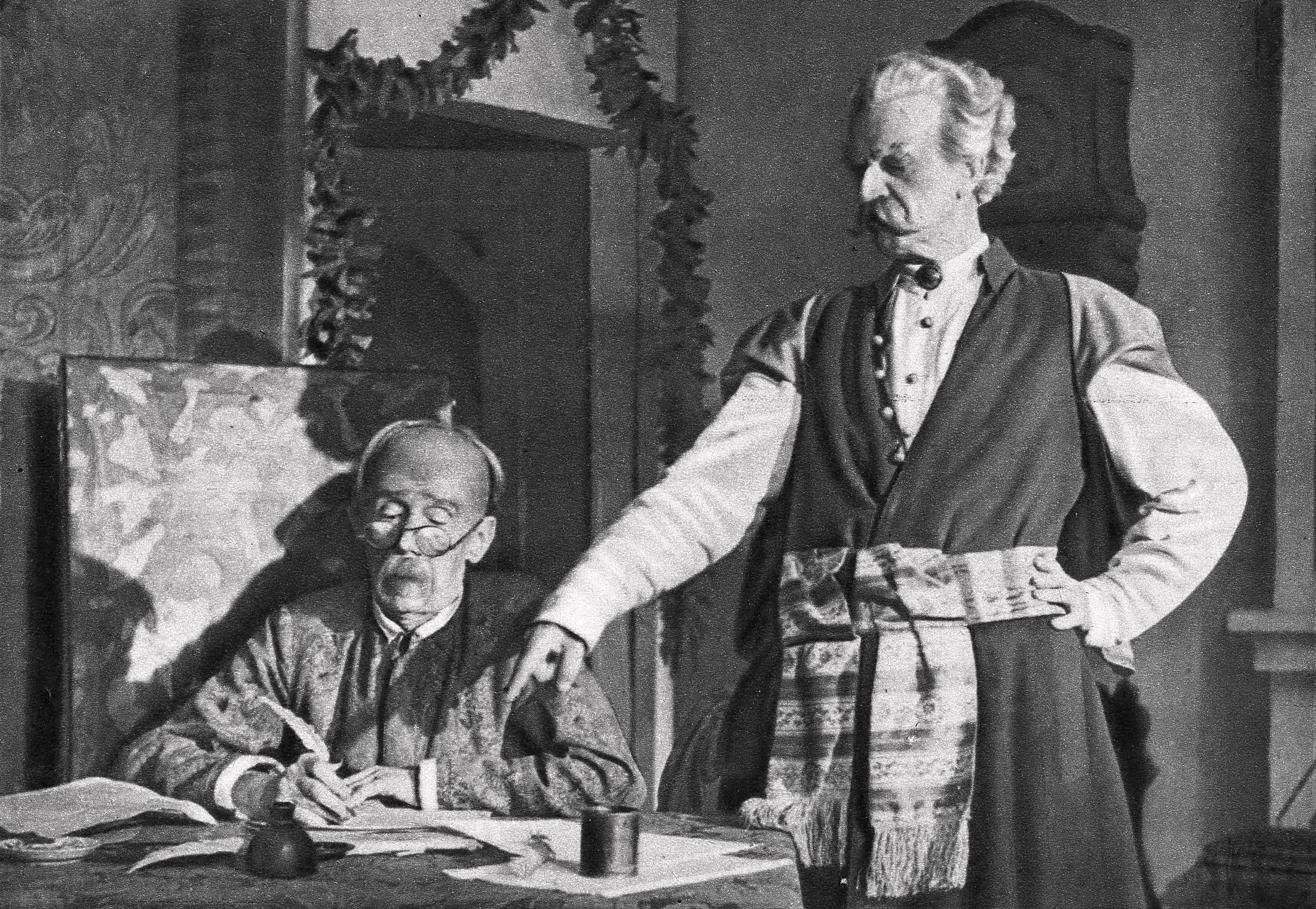
Ludwik Solski jako Dyndalski (po lewej) i Jerzy Leszczyński w sztuce „Zemsta”. Teatr im. Juliusza Słowackiego w Krakowie, reżyseria Teofil Trzciński

Teatr im. Juliusza Słowackiego w Krakowie – teatr w Krakowie, otwarty 21 października 1893 pod nazwą Teatr Miejski, od 16 października 1909 nosi imię Juliusza Słowackiego. Znajduje się przy placu Świętego Ducha, na Starym Mieście.
Od stycznia 2025 Teatr będzie współprowadzony przez Urząd Marszałkowski Województwa Małopolskiego i Ministerstwo Kultury i Dziedzictwa Narodowego.

## Historia

### Początki
Budynek teatru wzniesiono w latach 1891–1893 na miejscu wyburzonego w 1892 kościoła św. Ducha. Budynek jest utrzymany w stylu eklektycznym z przewagą neobaroku. Tę nową scenę narodową w Krakowie zaprojektował Jan Zawiejski. Był to pierwszy budynek w Krakowie, który posiadał oświetlenie elektryczne. Początkowo nosił nazwę „Teatr Miejski”, a imię Juliusza Słowackiego otrzymał w 1909.
Pomysłodawcą budowy teatru był fotograf i radny Walery Rzewuski, który stosowny wniosek przedstawił krakowskiej Radzie Miejskiej po raz pierwszy 5 września 1872 roku. Nowy wniosek w tej sprawie zgłosił 7 października 1877. Rada Miejska w dniu 17 czerwca 1886, przeprowadziła debatę na temat lokalizacji i budowy nowego teatru. 1 sierpnia 1888 roku rozpisano międzynarodowy konkurs na projekt architektoniczny gmachu teatru. W styczniu 1890 roku przyjęto do realizacji projekt 36-letniego architekta Krakowskiego Jana Zawiejskiego, z którym zawarto umowę dnia 18 marca 1891 roku. Kamień węgielny położono 2 czerwca 1891. Okolicznościowe dokumenty pod kamieniem złożyły Helena Modrzejewska i Antonina Hoffmann. Ogólny koszt budowy teatru wyniósł 767 tys. złotych reńskich. W kwietniu 1892, Rada Miejska postanowiła teatr wydzierżawić. 13 lipca 1893 roku ogłoszono konkurs na sześcioletnią dzierżawę teatru, a 27 lipca tegoż roku radni przyznali dzierżawę pierwszemu dyrektorowi tego Teatru Tadeuszowi Pawlikowskiemu. Pierwsza robocza próba w teatrze miała miejsce 11 września 1893 roku, a odbyła się ona we foyer, gdyż na scenie trwały jeszcze prace instalacyjne. Uroczystego otwarcia nowego teatru dokonano o godzinie 12:00 w południe 21 października. Podczas pierwszego spektaklu wystawiono fragmenty utworów Mickiewicza, Słowackiego i Fredry. Przez następnych pięć tygodni wystawiano wyłącznie polski repertuar.

### Teatr w epoce Młodej Polski
Na przełomie XIX i XX wieku teatr przy placu Św. Ducha przeżywał najlepszy okres w swojej historii. Była to w znacznym stopniu zasługa pierwszych dyrektorów – doskonale zorientowanych w europejskich trendach oraz rodzimych talentach – Tadeusza Pawlikowskiego, Józefa Kotarbińskiego oraz Ludwika Solskiego. Jednym z wyróżników krakowskiej sceny był nowoczesny repertuar. Oprócz tradycyjnego zestawu tytułów sięgano po najnowsze osiągnięcia dramaturgii światowej – grywano Ibsena, Maeterlincka, Hauptmanna, Strindberga, Wilde’a, Czechowa. Nastąpiła ekspansja autorów pokolenia Młodej Polski. Wokół Teatru Miejskiego skupiało się artystyczne środowisko miasta. O wyjątkowej randze krakowskiej sceny zadecydował Stanisław Wyspiański. Ten najwybitniejszy polski artysta przełomu stuleci, poeta i malarz, genialny inscenizator obdarzony wizjonerską wyobraźnią, wystawił w Teatrze Miejskim większość swych dzieł. Jego dokonania stawiane są w jednym szeregu z osiągnięciami najwybitniejszych twórców wielkiej reformy europejskiego teatru. Dotykały i współczesności, i historii, uderzały w narodowe wady, prowokowały, porażały nową estetyką. Legendarna prapremiera Wesela 16 marca 1901 roku – to jedno z najważniejszych wydarzeń w całej historii polskiej kultury. Jako inscenizator Wyspiański łączył dwa najważniejsze nurty ówczesnego krakowskiego teatru – fascynację nową sztuką oraz silne, choć nie pozbawione krytycyzmu zainteresowanie literaturą romantyczną. W 1901 roku, jako pierwszy, wystawił wszystkie części Dziadów A. Mickiewicza. Była to jedna z historycznych prapremier wielkiego repertuaru romantycznego w Teatrze Miejskim. W roku 1905 Wyspiański starał się o dyrekcję Teatru. Władze miasta, choć oficjalnie uznawały wielkość artysty, nie zdecydowały się na powierzenie mu krakowskiej sceny, co zbulwersowało ówczesną opinię publiczną. Rywalizację z Wyspiańskim wygrał wybitny aktor i reżyser, Ludwik Solski. Nie zburzyło to ich przyjaźni – Solski po objęciu dyrekcji od razu zaprosił poetę do współpracy i wystawił wiele jego dramatów.
W teatrze krakowskim ukształtowała się nowoczesna scenografia, polegająca na konsekwentnym harmonizowaniu wizji plastycznej spektaklu z jego pozostałymi elementami – wymową tekstu, muzyką, rozwiązaniami inscenizacyjnymi poszczególnych scen. Pojawił się też nowy styl gry aktorskiej, zastępujący dawną, dziewiętnastowieczną konwencję. Pisano, że aktor, zupełnie „jak trzcina na wietrze”, powinien być wyczulony na wszelkie subtelności nastrojów i uczuć. Włączanie do wizerunku postaci prywatnej osobowości aktora, niejednoznaczność roli, naturalny sposób mówienia, posługiwanie się szeptem, wymownym milczeniem, wewnętrzne napięcie, skontrastowane emocje – to środki wyrazu, które z Krakowa przenikały na inne polskie sceny. Przodowali w nich Wanda Siemaszkowa, Irena Solska, Andrzej Mielewski, Józef Śliwicki, Michał Tarasiewicz. Potrafili się w nich odnaleźć nawet arcymistrzowie tradycyjnego aktorstwa – Kazimierz Kamiński i Ludwik Solski.

### Teatr między wojnami
W dwudziestoleciu międzywojennym Teatr zdołał utrzymać ważne miejsce na teatralnej mapie niepodległej już Polski, choć nie było to łatwe wobec konkurencji znakomitych scen Warszawy, Lwowa czy Wilna. Szczególnie trudny był przełom lat dwudziestych i trzydziestych, gdy kryzys ekonomiczny dotknął również instytucje kultury. O ile przed pierwszą wojną dominowała estetyka modernizmu, teraz każdy z dyrektorów musiał szukać własnej koncepcji. Awangarda domagała się swoich praw. Znalezienie w gąszczu nowych kierunków i modnych eksperymentów bezpiecznej drogi dla sceny o wielkiej, narodowej tradycji było zadaniem karkołomnym. A jednak się to udało. Do historii, w pełni zasłużenie, przeszedł repertuar pierwszej powojennej dyrekcji Teofila Trzcińskiego – eklektyczny, lecz wyjątkowo śmiały. Odkrył dla polskich widzów takich autorów jak Jewreinow, Claudel, Kaiser, Pirandello. Sporej odwagi wymagał zwrot ku nowym kierunkom w sztuce. W 1921 roku Trzciński umożliwił debiut jednemu z największych polskich artystów XX wieku, Stanisławowi Ignacemu Witkiewiczowi – Witkacemu. Prapremiera jego groteskowego i pełnego absurdu Tumora Mózgowicza spowodowała, prócz nielicznych głosów uznania, falę ataków ze strony krytyki. Niezrażony tym Trzciński nadal poszukiwał nowości. Jako jedyny w Polsce konsekwentnie wystawiał ekspresjonistów i współpracował ze znakomitymi scenografami – kubistami, konstruktywistami, kolorystami. W nowoczesny sposób realizował klasykę – w 1923 roku po raz pierwszy w Krakowie wystawił plenerową, monumentalną inscenizację – Odprawę posłów greckich J. Kochanowskiego na dziedzińcu wawelskim. Jego następca, Zygmunt Nowakowski, zdecydował się na próbę zmiany programu artystycznego, stawiając na przedstawienia popularne, widowiskowe, zarazem stojące na najwyższym poziomie. Krakowiacy i górale W. Bogusławskiego, Turandot C. Gozziego czy Balladyna J. Słowackiego biły rekordy kasowe. Z kolei Juliusz Osterwa – artysta obdarzony niezwykłą charyzmą – w czasie trzyletniej dyrekcji postawił na ambitny repertuar, przyczynił się do udoskonalenia zespołu, a co najważniejsze – zaprezentował swoje największe kreacje aktorskie. Organizował regularne przedstawienia dla młodzieży, przyczyniając się do wychowania całego pokolenia krakowskich teatromanów.
Ostatnia przedwojenna dyrekcja wybitnego scenografa Karola Frycza potwierdziła mocną pozycję świetnie funkcjonującej sceny. Występowały na niej krakowskie gwiazdy: m.in. Zofia Jaroszewska, Władysław Woźnik, Wacław Nowakowski. Z młodszych wyjątkowym talentem odznaczali się Mieczysław Węgrzyn i Stefan Czajkowski – obaj zamordowani później w Auschwitz. Największą zasługą Frycza było pozyskanie do współpracy reżysera Wacława Radulskiego i scenografa Tadeusza Orłowicza – jednych z najbardziej twórczych artystów polskiego teatru przedwojennego. Mieli własny, odrębny styl. Cenili groteskę, intelektualną grę, zabawę konwencjami. Ich przedstawienia olśniewały świeżością, feerią pomysłów i sprawiły, że o krakowskim teatrze znów się w kraju dobrze mówiło. Po wojnie Radulski i Orłowicz zostali przez komunistyczne władze wykreśleni ze zbiorowej pamięci – pierwszy ze względu na lata spędzone w sowieckim łagrze, a potem w armii generała Andersa, obaj ze względu na powojenną, londyńską emigrację. Tuż przed wybuchem drugiej wojny światowej Teatr pożegnał się z wolną Rzeczpospolitą patriotycznym widowiskiem plenerowym Hymn na cześć oręża polskiego L.H. Morstina, zrealizowanym na dziedzińcu wawelskim. Jesienią 1939 roku zespół pracował jeszcze kilka tygodni, ale wkrótce został zmuszony do opuszczenia gmachu. Przez pięć lat działał tu teatr niemiecki – obiekt szczególnej troski hitlerowskiej propagandy oraz gubernatora Hansa Franka, który z upodobaniem zapraszał do loży cesarskiej odwiedzających Kraków przywódców Trzeciej Rzeszy. Nad majątkiem Teatru czuwała tylko niewielka grupka polskich pracowników technicznych, którzy uratowali przed zniszczeniem m.in. freski w garderobie Solskiego i teatralną bibliotekę.

### Teatr po wojnie
Ponowne otwarcie Teatru nastąpiło 19 lutego 1945 roku. Pierwsze sezony były jeszcze bardzo „przedwojenne” – wrócił dyrektor Frycz i większa część zespołu, grano tradycyjny, głównie polski repertuar. Jednak zmiany wynikające z nowej sytuacji politycznej były nieuniknione. Frycza odwołano, zarzucając mu konserwatyzm. W 1946 roku (w sezonie 1946/47) Teatr im. J. Słowackiego został na kilka lat połączony ze Starym Teatrem, w ramach Miejskich Teatrów Dramatycznych, co miało ułatwić władzom nadzór nad obiema instytucjami. W 1947 roku kierownictwo objął Bronisław Dąbrowski. Był najdłużej urzędującym dyrektorem przy placu Św. Ducha – pozostał na stanowisku, wyjąwszy kilkuletnią przerwę, aż do 1972 roku. W latach czterdziestych Teatr dysponował jednym z najlepszych w Polsce zespołów aktorskich. U boku mistrzów – Zofii Jaroszewskiej, Mieczysławy Ćwiklińskiej, Jana Kurnakowicza, Jerzego Leszczyńskiego, Antoniego Fertnera, Eugeniusza Fuldego, Tadeusza Kondrata, Ludwika Solskiego – zaczynała karierę grupa wybitnych, młodych aktorów – m.in. Halina Gryglaszewska, Halina Mikołajska, Marta Stebnicka, Aleksandra Śląska, Zofia Rysiówna, Marian Cebulski, Adam Hanuszkiewicz, Gustaw Holoubek, Tadeusz Łomnicki. Ich pokoleniowy debiut to jeden z fenomenów w dziejach polskiego teatru. Pierwsza, trzyletnia dyrekcja Dąbrowskiego przyniosła Teatrowi zasłużony sukces. Publiczności podobały się zrealizowane z rozmachem przedstawienia w jego reżyserii – Wieczór Trzech Króli, Sen nocy letniej Szekspira, Owcze źródło L. de Vegi i inne. Nie brakowało spektakli kameralnych i nastrojowych – jak Trzy siostry Czechowa. Okres stalinowski Teatr przetrwał w niezłej kondycji artystycznej, prawie udało się uniknąć powszechnie obowiązującego w tych latach socrealizmu. Powstało kilka świetnych przedstawień. Dekoracje do paru inscenizacji zaprojektował Tadeusz Kantor. Po październiku 1956 zrealizowano tu pierwsze w powojennej Polsce Wyzwolenie Wyspiańskiego. W latach 60., choć dynamika wydarzeń artystycznych nieco osłabła, wartościowych zjawisk było niemało. Oprócz Dąbrowskiego reżyserowali m.in. Władysław Krzemiński, Bohdan Korzeniewski, Wilam Horzyca, Kazimierz Dejmek, Jerzy Goliński. Na wyjątkowo wysokim poziomie stała scenografia – m.in. dzięki Tadeuszowi Brzozowskiemu, Wojciechowi Krakowskiemu, Lidii i Jerzemu Skarżyńskim czy jednemu z najwybitniejszych scenografów europejskich Andrzejowi Kreütz-Majewskiemu, który w Teatrze im. J. Słowackiego debiutował. Do dziś są pamiętane uhonorowane nagrodami spektakle: Las A. Ostrowskiego, Urząd T. Brezy, Namiestnik R. Hochhutha, śmiałe artystycznie inscenizacje klasyki polskiej – jak Dziady Mickiewicza, a także prapremiery dramatów Widok z mostu A. Millera i Powrót do domu H. Pintera. Wyrazistym zjawiskiem były świetne, drapieżne przedstawienia Lidii Zamkow – wśród nich Makbet Szekspira, Wizyta starszej pani F. Dürrenmatta, Edyp król Sofoklesa, Wesele Wyspiańskiego. W latach drugiej dyrekcji Bronisława Dąbrowskiego występowali kolejni znakomici aktorzy, m.in. Leszek Herdegen, Marek Walczewski, Stanisław Zaczyk, Janusz Zakrzeński. W 1969 roku Państwowy Teatr im. Juliusza Słowackiego w Krakowie został wyróżniony Złotą Odznaką „Za Pracę Społeczną dla miasta Krakowa”. W latach 70. Teatrem kierowała Krystyna Skuszanka. W 1976 roku otwarto w budynku dawnego „domu machin” małą scenę Miniatura, na której debiutowało wielu reżyserów, m.in. Krystian Lupa. Szerszym echem odbiły się spektakle o silnym podtekście publicystycznym – jak Sprawa Dantona i Dziewięćdziesiąty trzeci S. Przybyszewskiej w reż. Jerzego Krasowskiego, i o ambicjach reinterpretacji repertuaru narodowego – m.in. Lilla Weneda Słowackiego i Akropolis Wyspiańskiego w reż. Skuszanki. Do odważniejszych decyzji należało wystawienie Ślubu W. Gombrowicza. Już po wyborze polskiego Papieża odbyła się prapremiera dramatu Karola Wojtyły Brat naszego Boga – na przedstawienia przyjeżdżały pielgrzymki widzów.
Lata 80. należały do wyjątkowo trudnych. Trwającą zaledwie kilka miesięcy dyrekcję Andrzeja Kijowskiego przerwał stan wojenny. W 1982 roku kierownictwo artystyczne objął Mikołaj Grabowski. Na małej scenie wystawiał m.in. eksperymentalne dramaty Bogusława Schaeffera, na dużej realizował niepokorne spektakle w ironiczny sposób portretujące polskie społeczeństwo, poszukujące źródeł narodowych kompleksów i uprzedzeń – m.in. Trans-Atlantyk W. Gombrowicza i Listopad H. Rzewuskiego. Wizerunek Teatru określiły w tych latach także przedstawienia Rudolfa Zioły – Mały bies wg F. Sołoguba, Psie serce wg M. Bułhakowa, Oni Witkacego, ukazujące świat ludzi rozdartych między upodleniem a wzniosłością. We wrześniu dyrekcję objął Jan Paweł Gawlik. Budzące wiele kontrowersji okoliczności odwołania Mikołaja Grabowskiego sprawiły, że jego następca stanął w obliczu poważnych trudności w artystycznym zarządzaniu teatrem. W repertuarze Gawlik starał się nawiązywać do tradycji – wystawiano m.in. Wyspiańskiego, Słowackiego, Rydla, Bałuckiego, a z literatury obcej m.in. Bułhakowa, Gogola, Dürrenmatta. Za jego kadencji rozpoczęto starania o remont znajdującego się w tragicznym stanie technicznym budynku. W roku 1989 dyrekcję objął na kilka miesięcy Jan Prochyra.

### Współczesność Teatru
Po roku 1989 realne stało się uratowanie budynku przed grożącą mu śmiercią techniczną. Za dyrekcji Jerzego Golińskiego pojawiła się szansa zorganizowania w Teatrze im. J. Słowackiego pierwszej w demokratycznej Polsce prestiżowej konferencji: sympozjum Komitetu Bezpieczeństwa i Współpracy Europejskiej (KBWE). Z tej okazji rozpoczęto generalny remont Teatru. Oprócz renowacji zabytkowych wnętrz zaplanowano m.in. wymianę instalacji, montaż klimatyzacji, wybudowanie podziemnych pomieszczeń. Przez cały sezon 1990/1991 trwały intensywne prace, wykonywane jednocześnie przez kilkadziesiąt ekip. Gdy z widowni wymontowane zostały fotele i podłoga, urządzono miejsce do gry za opuszczoną żelazną kurtyną – na scenie, gdzie ustawiono krzesła dla publiczności. Próby odbywały się wśród hałasu i pracujących robotników. W takich warunkach zostały zrealizowane m.in.: Burza Szekspira i Obóz wszystkich świętych T. Nowakowskiego. Aktorzy, wspólnie pokonując trudności, znów zaczęli tworzyć rozumiejący się zespół. W drugim sezonie dyrekcji Golińskiego nastąpił powrót do normalnej pracy. Wystawiono na dużej scenie m.in. Klątwę Wyspiańskiego, Damy i huzary Fredry, w Miniaturze Dziką kaczkę Ibsena i Wesele Figara P. de Beaumarchais. Reżyserowali, obok Golińskiego, m.in. Mikołaj Grabowski, Anna Polony i Józef Opalski, z młodszych Julia Wernio i Marek Fiedor. Teatr zawdzięcza Jerzemu Golińskiemu nie tylko przeprowadzenie pierwszego etapu remontu i scalenie zespołu, ale też powstanie fundacji „Bractwo Sympatyków Wielkiego Budynku Przy Placu Świętego Ducha”, która, m.in. dzięki pomocy finansowej amerykańskiej Polonii, przez kilka lat wspierała ratowanie gmachu. W 1992 roku kierownictwo objął Bogdan Hussakowski – wcześniej dyrektor teatrów w Opolu i w Łodzi. Razem z nim przybyła spora grupa aktorów oraz zastępca dyrektora Wiktor Herzig. 21 października 1993 roku Teatr obchodził 100-lecie istnienia. Uroczystości były świętem, na które zjechali goście z całej Polski. Jubileuszowe przedstawienie przygotowane przez Gustawa Holoubka nawiązywał o do spektaklu inauguracyjnego – grano m.in. fragmenty Zemsty i Balladyny. Bogdan Hussakowski starał się budować oryginalny repertuar oparty na dramaturgii współczesnej i mało znanej klasyce. Wprowadził na afisz wiele prapremier, m.in. Wariacje Goldbergowskie G. Taboriego, Za i przeciw R. Harwooda czy prawie nieznaną sztukę E. O’Neilla Spętani. Grano też rzadko wystawiane sztuki Corneille’a, Rojasa, Valle-Inclána. Jedną z wartościowych inicjatyw było zaproszenie do współpracy rosyjskiego reżysera Walerego Fokina. Jego kameralny Bobok wg Dostojewskiego był przedstawieniem bez wątpienia wybitnym. Sukces odniósł też świetnie, zespołowo zagrany Obywatel Pekoś T. Słobodzianka w reż. Grabowskiego. W Teatrze reżyserowali ponadto: Jerzy Goliński, Giovanni Pampiglione, Maciej Prus, Waldemar Zawodziński, Tomasz Zygadło i inni. Hussakowski umożliwił start kilku liczącym się reżyserom najmłodszego pokolenia – m.in. Pawłowi Miśkiewiczowi, Bartoszowi Szydłowskiemu, Remigiuszowi Brzykowi. Do osobistych osiągnięć reżyserskich Hussakowskiego należały m.in. Tańce w Ballybeg B. Friela – wzruszająca opowieść o „irlandzkich trzech siostrach”, Wesele E. Canettiego – epicki obraz skarlałego mieszczańskiego świata i Wielka magia E. de Filippo – rzecz o sile ludzkich złudzeń.

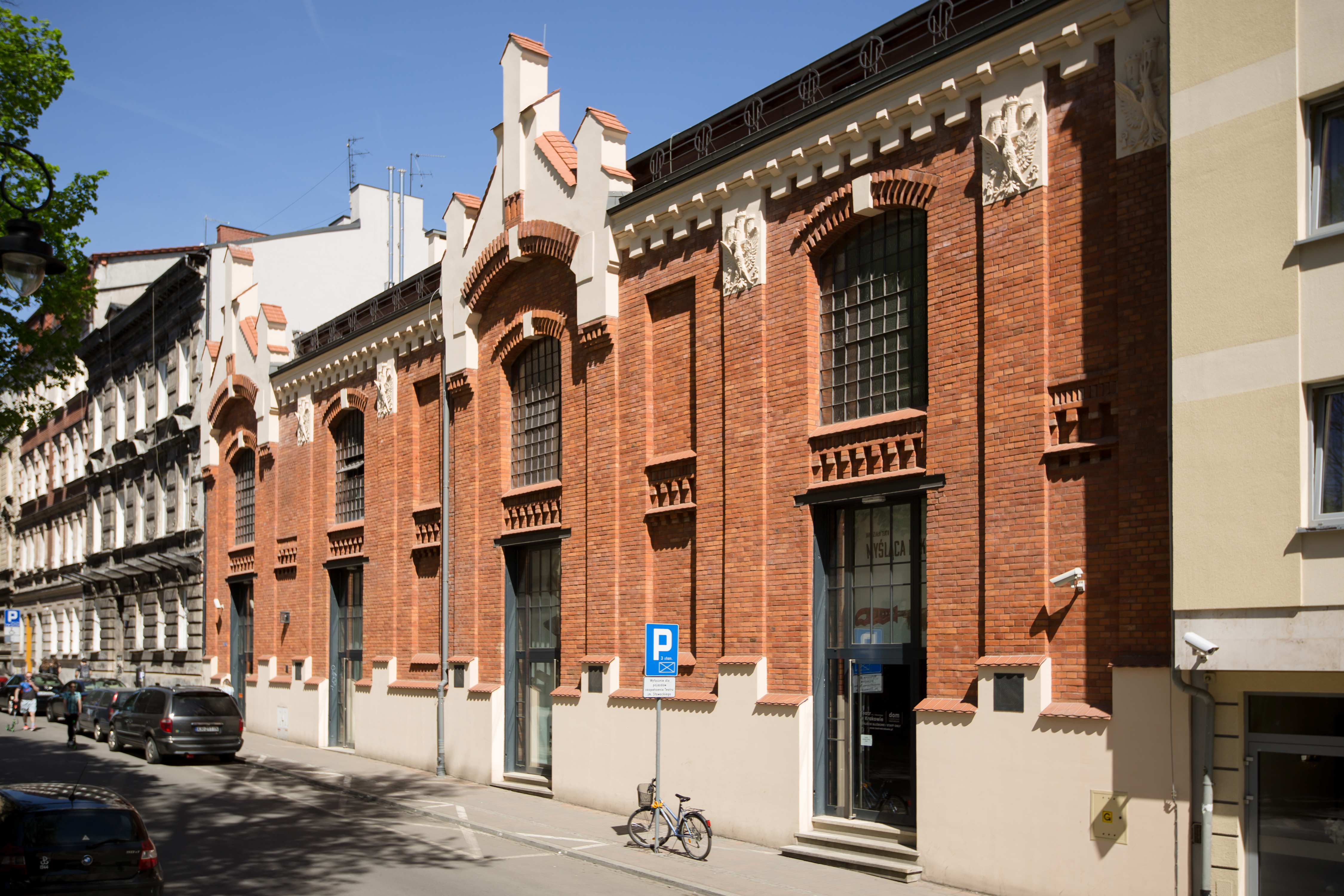
Dom Rzemiosł Teatralnych przy ul. Radziwiłłowskiej 3 – obecnie mieszczą się tam magazyny teatralne, pracownie krawieckie oraz sala prób

W latach 1999–2016 dyrektorem teatru był Krzysztof Orzechowski. Za jego kadencji debiutowali w Teatrze im. Juliusza Słowackiego uznani dziś reżyserzy – m.in. Maja Kleczewska. Spektakle realizowali m.in. Barbara Sass, Katarzyna Deszcz, Magdalena Łazarkiewicz, Tadeusz Bradecki, Maciej Wojtyszko, Rudolf Zioło, a także artyści młodszego pokolenia: Agata Duda-Gracz, Grzegorz Wiśniewski, Piotr Kruszczyński, Rafał Sabara, Maciej Sobociński.
Krzysztof Orzechowski przeprowadził remont elewacji Teatru. Od roku 2000 działała letnia Scena przy Pompie, a od 2003 – Scena w Bramie. Obie usytuowane były przy Placu Św. Ducha 4 i obie działały do 2016 roku. W latach 2002–2019 w foyer teatru odbywały się spotkania Krakowskiego Salonu Poezji powstałego z inicjatywy Anny Dymnej.

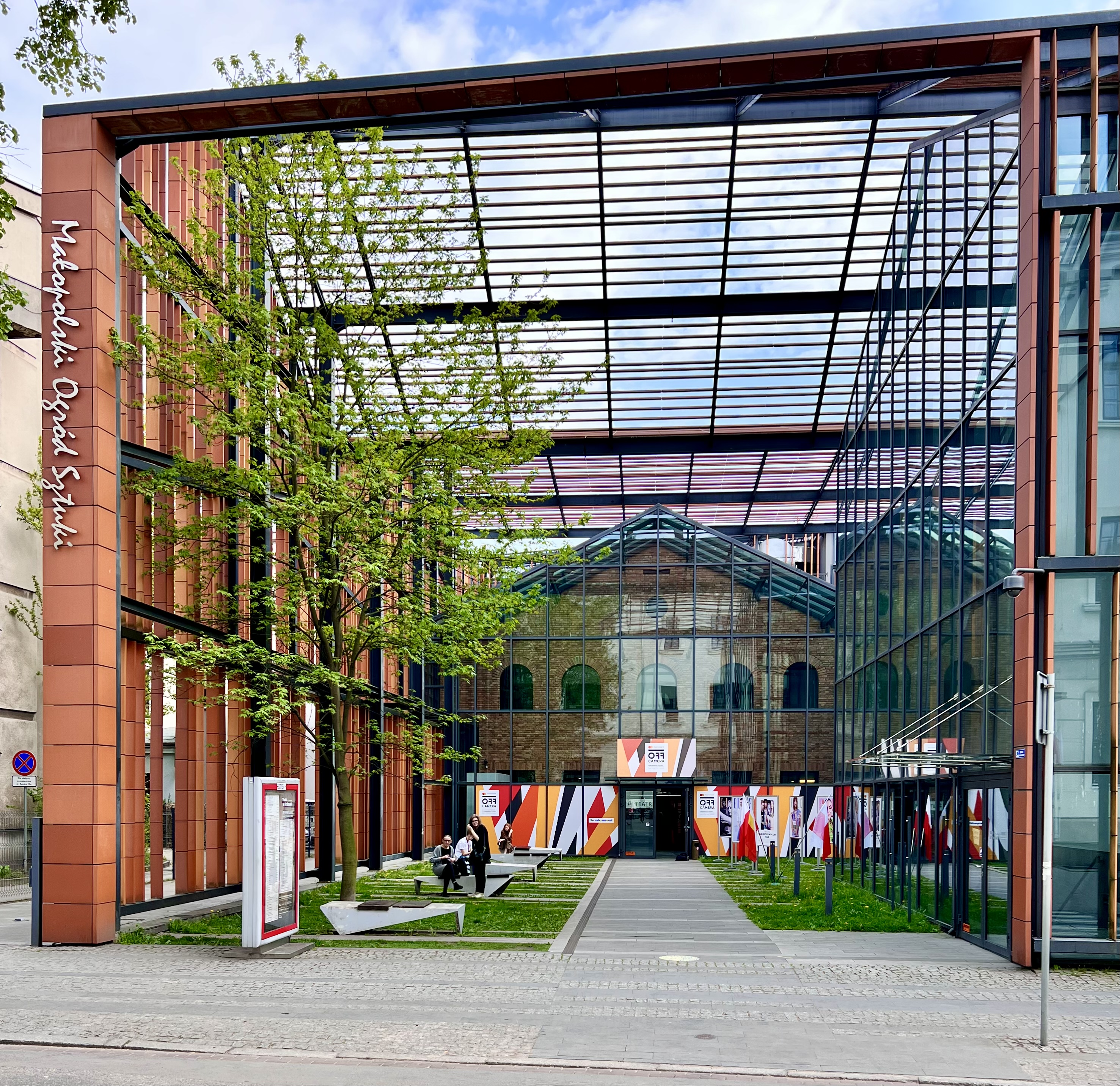
Małopolski Ogród Sztuki ul. Rajska 12

Od 2012 r. w ramach Teatru działa również przy ul. Rajskiej Małopolski Ogród Sztuki – przestrzeń otwarta dla młodych twórców poszukujących nowego języka teatralnego i nowych form relacji z publicznością. W 2016 r. otwarto zaś przy ul. Radziwiłłowskiej 3 po rewitalizacji i przebudowie Dom Rzemiosł Teatralnych – przestrzeń mieszczącą teatralne magazyny i pracownie krawieckie oraz prezentującą – poświęconą rzemiosłu teatralnemu – ekspozycję Myśląca Ręka (autorstwa Małgorzaty Szydłowskiej). Dom Rzemiosł to także miejsce, w którym odbywają się warsztaty Jak działa teatr? oraz próby do nowych spektakli.

### Teatr dziś
Od sezonu artystycznego 2016/17 stanowisko Dyrektora Naczelnego i Artystycznego objął wyłoniony w konkursie Krzysztof Głuchowski. W latach 2016–2019 funkcję Kuratora Programu Artystycznego Teatru był Bartosz Szydłowski.
Od 2017 trwa kompleksowy remont teatru przeprowadzony dzięki wsparciu funduszy unijnych. Do tej pory wymieniona została instalacja elektryczna w całym budynku, zrobiono termomodernizację oraz gruntownie zmodernizowano park oświetleniowy, system nagłośnieniowy oraz urządzenia do obsługi multimediów. Kolejnym krokiem jest remont widowni i przywrócenie jej dla widzów w oryginalnym, projektowanym przez Zawiejskiego, układzie.
Teatr prezentuje swoje spektakle na trzech scenach: Duża Scena, Scena MOS i Dom Machin. Pracują tu współcześni twórcy, m.in.: Anna Augustynowicz, Agnieszka Glińska, Michał Borczuch, Remigiusz Brzyk, Maja Kleczewska, Wojciech Klemm, Wiktor Rubin, Radosław Rychcik. Teatr prowadzi również projekty edukacyjne (m.in. Klub Wyspiańskiego), teatralno-filozoficzne (cykl Myślnik), muzyczne (m.in. koncerty w cyklu Something must break Artura Rojka), czy filmowe (m.in. Przywrócone arcydzieła Łukasza Maciejewskiego). W 2018 roku Teatr obchodził 125 urodziny. Z tej okazji w Teatrze stworzono drugą kurtynę: obok Kurtyny Siemiradzkiego zawisła kurtyna stworzona według konkursowego projektu Stanisława Wyspiańskiego z 1892. W 2019 roku, we współpracy z Narodowym Bankiem Polskim, w dawnym holu kasowym krakowskiego oddziału NBP otwarto nową przestrzeń, Scenę Bank Opowieści, na której przygotowywane są projekty łączące pokazy wielkich dzieł z klasyki literatury dziecięcej z edukacją ekonomiczną.
6 września 2018 roku, Narodowy Bank Polski wprowadził do obiegu srebrną monetę o nominale 10 złotych upamiętniającą 125-lecie działalności Teatru im. Juliusza Słowackiego w Krakowie. Na awersie monety znajduje się popiersie Stanisława Wyspiańskiego i fragment kurtyny Henryka Siemiradzkiego z Teatru, z kolei na rewersie mieści się wizerunek fasady gmachu Teatru.

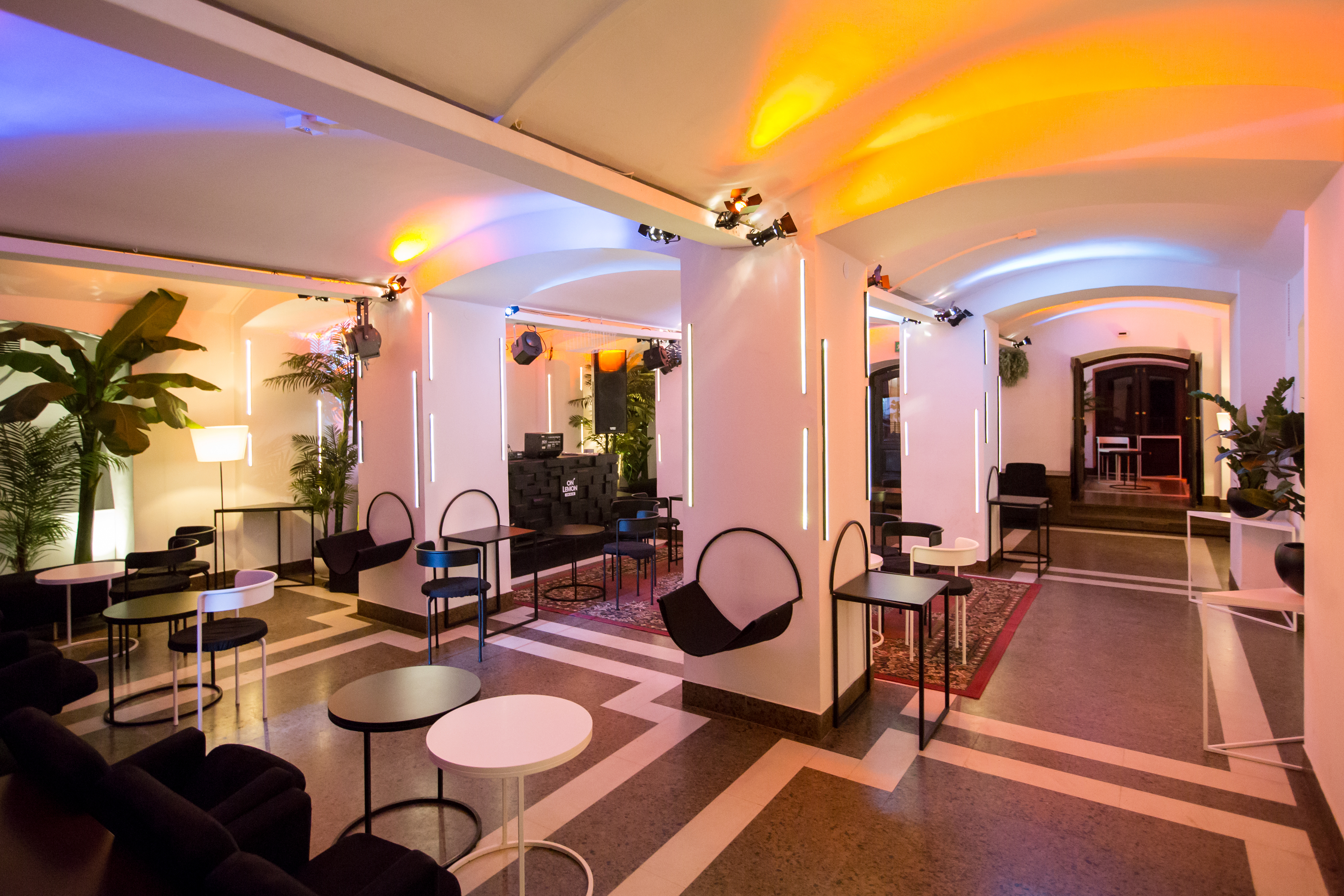
Kawiarnia Teatralna

### Dyrektorzy teatru
- Tadeusz Pawlikowski (1893–1899)
- Józef Kotarbiński (1899–1905)
- Ludwik Solski (1905–1913)
- Tadeusz Pawlikowski (1913–1915)
- Lucjan Rydel (1915–1916)
- Adam Grzymała-Siedlecki (1916–1918)
- Teofil Trzciński (1918–1926)
- Zygmunt Nowakowski (1926–1929)
- Teofil Trzciński (1929–1932)
- Juliusz Osterwa (1932–1935)
- Karol Frycz (1935-39 i 1945-46)[7]
- Juliusz Osterwa (1946–1947)
- Bronisław Dąbrowski (1947–1950)
- Henryk Szletyński (1950–1954)
- Bronisław Dąbrowski (1954–1972)
- Krystyna Skuszanka (1972–1981)
- Andrzej Kijowski (1981–1982)
- Mikołaj Grabowski (1982–1985)
- Jan Paweł Gawlik (1985–1989)
- Jan Prochyra (1989–1990)
- Jerzy Goliński (1990–1992)
- Bogdan Hussakowski (1992–1999)
- Krzysztof Orzechowski (1999–2016)
- Krzysztof Głuchowski (od 2016)

## Architektura

### Fasada
Fasada ujęta w dwa ryzality zwieńczone alegorycznymi postaciami: z lewej Poezja, Dramat i Komedia (autor: Tadeusz Błotnicki), z prawej Muzyka, Opera i Operetka (autor: Alfred Daun). Poniżej gzymsu znajdują się alegoryczne popiersia Wesołości i Smutku (autor: Mieczysław Zawiejski). Na froncie fasady widnieje napis „Kraków narodowej sztuce”. Na szczycie znajdują się posągi młodzieńca w kontuszu (Tadeusz) i młodej kobiety w szlacheckim stroju (Zosia) autorstwa Michała Korpala.

### Wnętrze
Do foyer na pierwszym piętrze prowadzi eklektyczna klatka schodowa. Dekorację stiukową wykonał Alfred Putz. W westybulu znajduje się popiersie i projekt pomnika Stanisława Wyspiańskiego autorstwa Bronisława Chromego, popiersie Karola Kruzera, oraz tablica upamiętniająca Jana Zawiejskiego. Są tu również popiersia twórców polskiego teatru: Aleksandra Fredry, Jana Nepomucena Kamińskiego i Wojciecha Bogusławskiego. Pierwotnie teatr miał 922 miejsca. Po przebudowie liczba miejsc uległa zmniejszeniu (powiększono odstępy między rzędami, co spowodowało likwidację kilku rzędów na parterze oraz zlikwidowano tzw. straponteny). W 2023 r. Bernarda Rość z Lucyną Kędzierską wykonały z tkaniny dwuosnowowej nową kurtynę z okazji 130-lecia teatru, honorując w ten sposób 130 kobiet zasłużonych dla Krakowa.

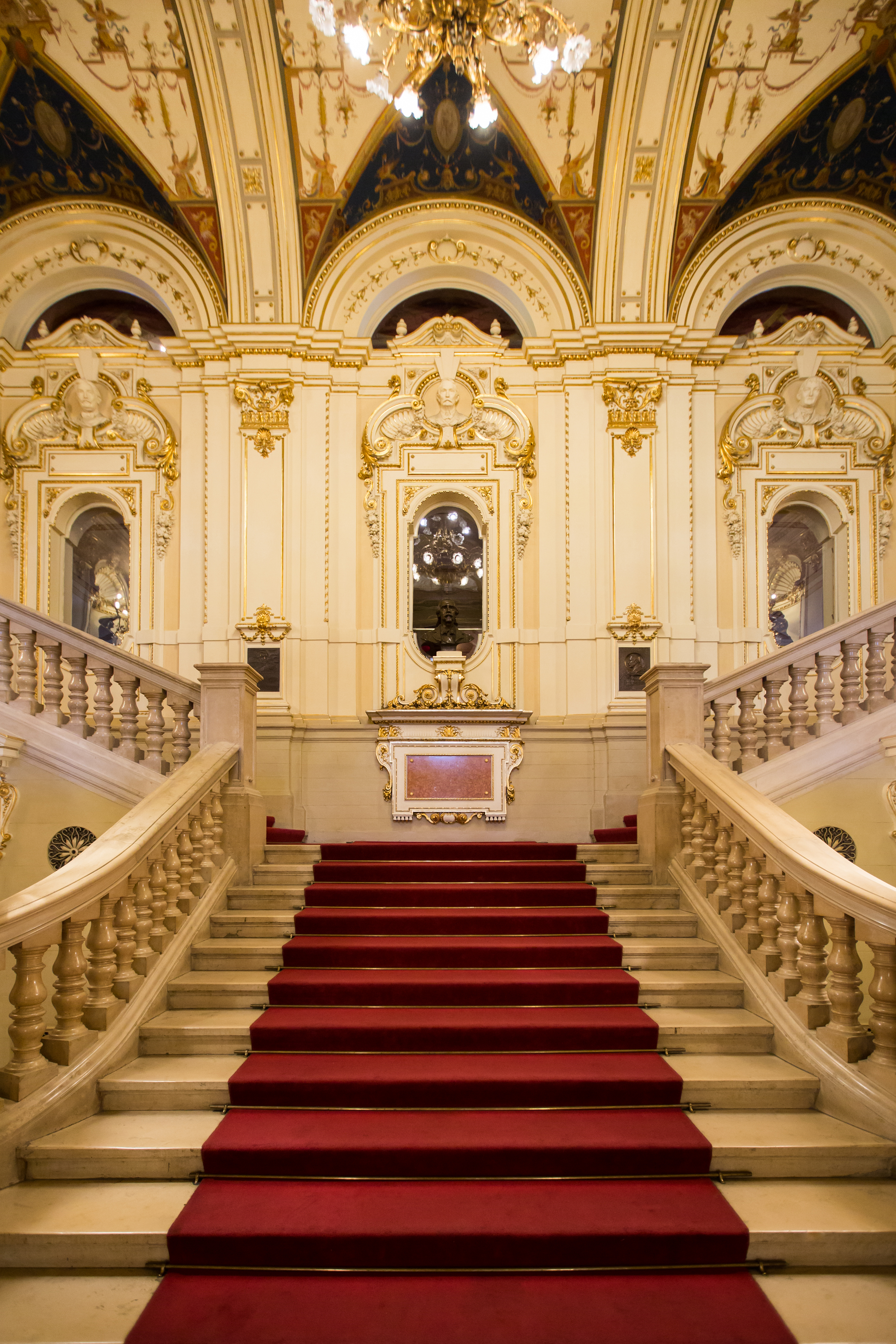
Westybul
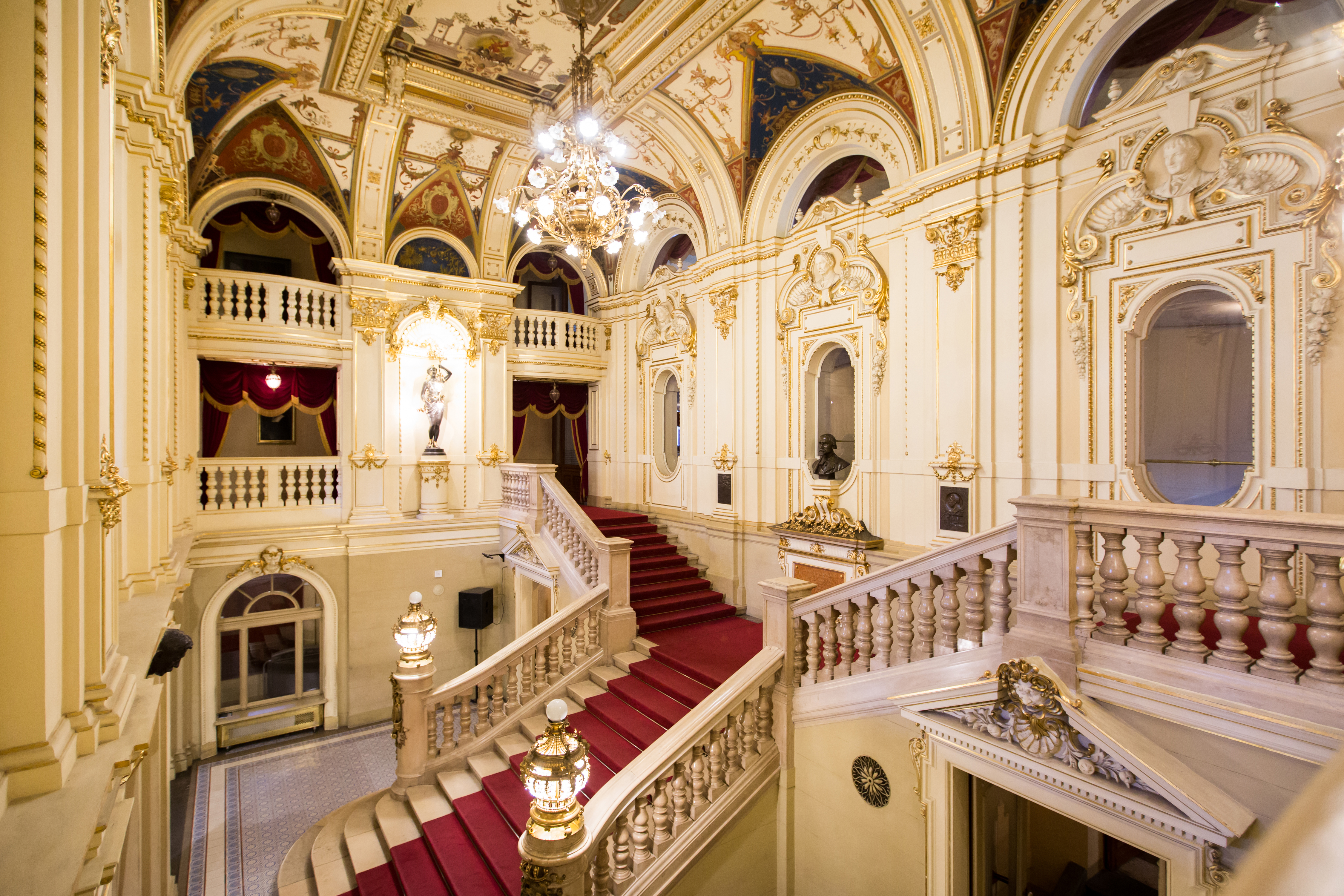
Westybul
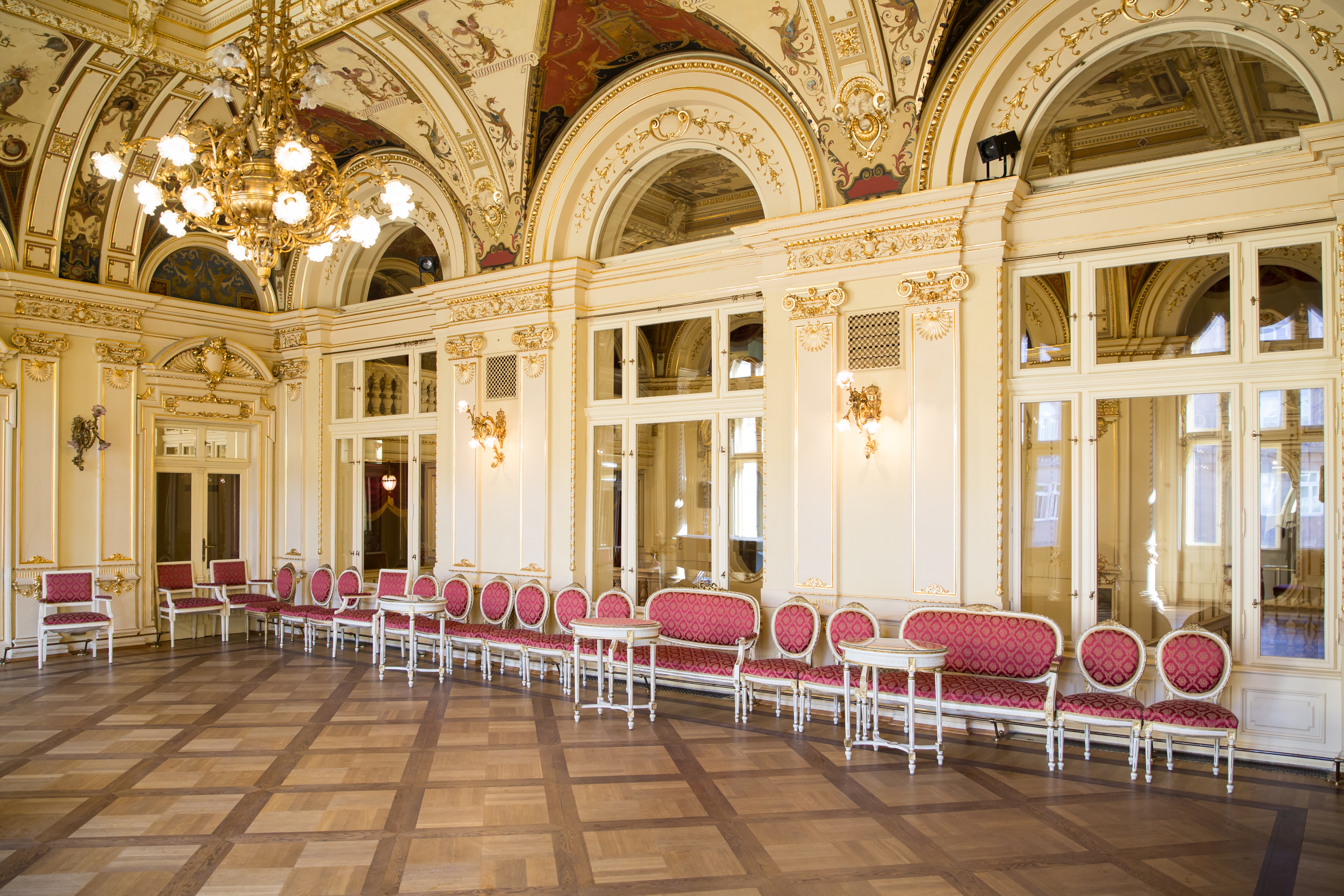
Foyer
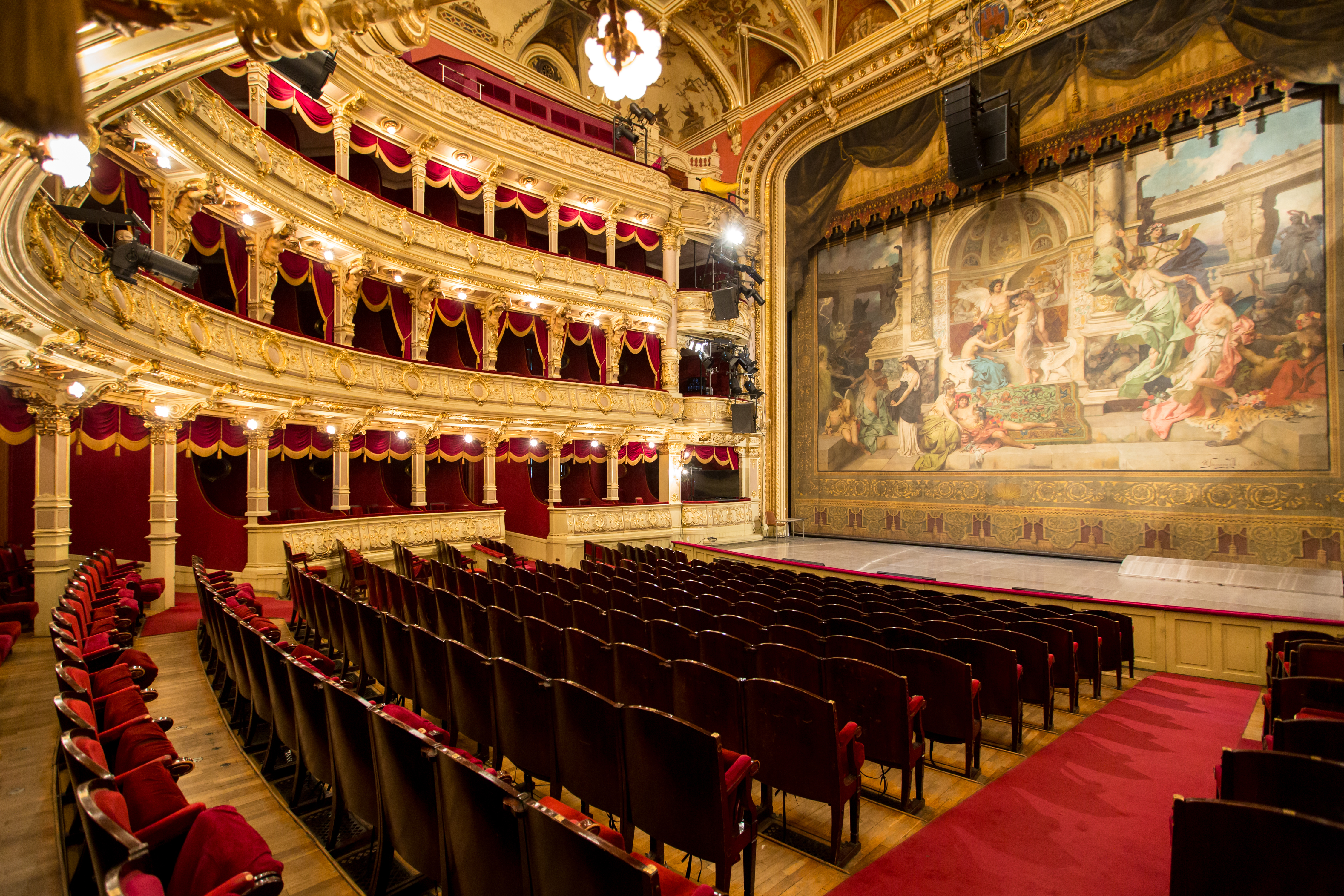
Widownia wraz z kurtyną wykonaną przez Henryka Siemiradzkiego
Kurtyna ozdobna wykonana przez Henryka Siemiradzkiego, w teatrze od 1894 roku